# 鉄原郡 (朝鮮民主主義人民共和国)
鉄原郡（チョルォンぐん、てつげんぐん）は、朝鮮半島中部、朝鮮民主主義人民共和国江原道にある郡である。軍事境界線を挟んで、韓国にも同名の行政区域がある。

## 概要
役場所在地の「鉄原邑」は韓国の鉄原邑（朝鮮戦争前の郡庁所在地）から大きく離れた場所にあり、新羅時代から安峡と呼ばれた地であった。李氏朝鮮時代は一時安朔と呼ばれた。1952年の行政区画再編で周辺地域を編入した関係で、郡域は朝鮮戦争前に比べて西側に移動している。おおむね1914年以前の安峡・朔寧（西面・南面を除く）に該当し、元からの鉄原郡だった部分は北面の大部分と於雲面の一部のみである。

## 行政区画
1邑・36里を管轄する。
| - 鉄原邑 - 佳承里 - 葛峴里 - 江山里 - 検寺里 - 乃文里 - 大田里 - 道密里 - 篤倹里 - 龍鶴里 - 流大浦里 - 立石里 - 馬放里 - 馬場里 - 文巌里 - 密巌里 - 斑石里 - 白鷺山里 - 洑幕里 - 浮鴨里 | - 三四里 - 上馬山里 - 上下里 - 松峴里 - 新進里 - 梧桐里 - 伍炭里 - 外鶴里 - 月巌里 - 楡井里 - 楮灘里 - 積洞里 - 積山里 - 定洞里 - 中江里 - 下食店里 - 回山里 |

一部の地区は韓国漣川郡側によって名目上の行政区画が付与されている。

## 歴史
分断前の地理・歴史については鉄原郡を参照
この節の出典
- 1945年8月15日 - 鉄原郡がソ連軍管理下に置かれる。（1邑9面）
- 1946年12月 - 京畿道永平郡（抱川郡）永中面・永北面・二東面・一東面を鉄原郡に編入。（1邑12面）
  - 一東面が二東面に編入。
- 1952年12月 - 郡面里統廃合により、江原道鉄原郡馬場面の全域と寅目面の半分、乃文面・北面のそれぞれ大部分と於雲面・畝長面の一部、伊川郡東面・安峡面および西面の一部、漣川郡朔寧面・西南面、平康郡西面の一部、黄海道金川郡兎山面の一部地域をもって、江原道鉄原郡を設置。人民委員会は旧馬場面に置かれていた。鉄原郡に以下の邑・里が成立。（1邑40里）
  - 馬場邑・大田里・立石里・密巌里・往避里・月巌里・邑内里・上下里・楮灘里・乃文里・斑石里・梧桐里・馬放里・上馬山里・浮鴨里・松峴里・葛峴里・佳承里・回山里・三四里・外鶴里・龍鶴里・楡井里・洑幕里・中江里・江山里・流大浦里・文巌里・定洞里・下食店里・余尺里・朔寧里・検寺里・篤倹里・道密里・席屯里・獐鶴里・率賢里・冷井里・積洞里・積山里[3]
- 1953年7月 - 停戦協定の発効により、京畿道漣川郡西南面の一部を編入。編入された部分は以下の里に当たる。（1邑43里）
  - 伍炭里・貴存里・佳川里（実際、公式ではないが、西南面古荘里、旺澄面高桟上里・高旺里・基谷里（旧麻田郡江新面）各一部を編入）
- 1954年 （1邑43里）
  - 上下里・往避里の各一部が立石里に編入。
  - 馬場邑の一部が往避里に編入。
- 1956年 - 余尺里が朔寧里に編入。（1邑42里）
- 1961年3月 - 人民委員会を旧安峡面に移転し、その地を鉄原邑とする。旧西南面の部分（伍炭里を除く）を開城直轄市長豊郡に編入。（1邑36里）
  - 馬場邑が馬場里に降格。
  - 邑内里および上下里の一部をもって鉄原邑に改称・昇格。
  - 開城直轄市長豊郡に編入された旧西南面の里は席屯里・率賢里・冷井里・佳川里・貴存里・獐鶴里。
- 1991年 - 往避里が新進里に改称。（1邑36里）
- 1996年 - 朔寧里が白鷺山里に改称。（1邑36里）